# Majlinda Nana Rama

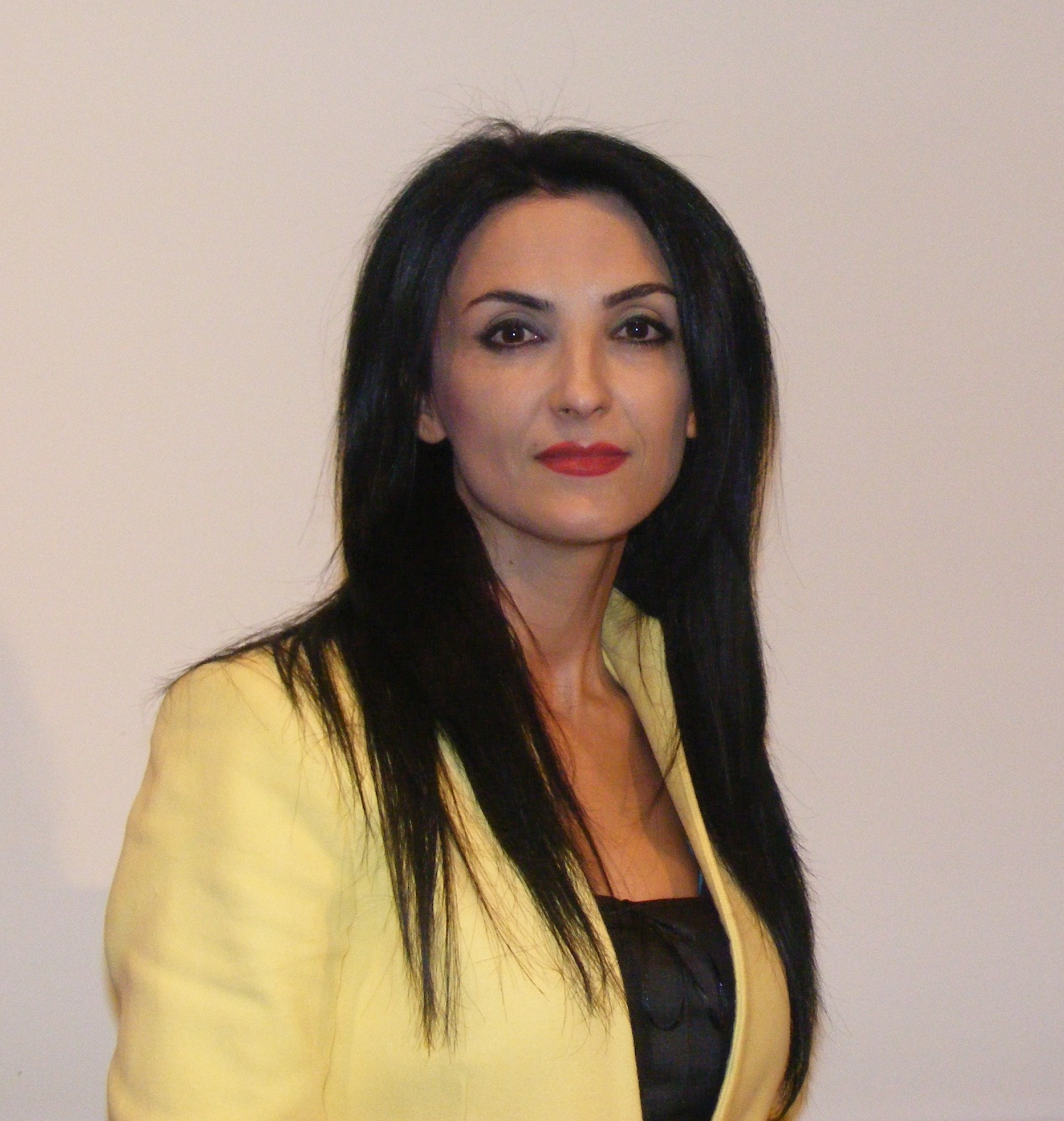
Majlinda Nana Rama (2016)

Majlinda Bedri Nana Rama (* 20. Jahrhundert in Tepelena) ist eine albanische Lehrerin, Journalistin, Autorin, Forscherin und Unternehmerin. Als Vertreterin der zeitgenössischen albanischen Literatur hat sie Gedichte, Essays, wissenschaftliche Artikel, Studien, Literaturkritiken, Romane und Novellen verfasst.

## Leben und Werk
Majlinda Nana Rama wurde in Tepelena im Süden Albaniens geboren, wo sie auch zur Schule ging. In den Jahren 1998 bis 2002 absolvierte sie in Tirana ein Hochschulstudium in albanischer Literatur und Sprache. 2012 schloss sie ein Studium an der Fakultät für Politikwissenschaften mit dem Schwerpunkt Internationale Beziehungen ab. 2014 erhielt sie den Titel Master of Science in Politik- und Rechtswissenschaften.
Sie arbeitete als Administratorin für den staatlichen Sozialdienst SHSSH und als Lehrerin für albanische Sprache und Literatur. Von 2004 bis 2012 war sie Leiterin der Informationsabteilung des Fernsehsenders „Apollon“. Seit 2006 ist sie Journalistin der Zeitung Panorama. Außerdem arbeitete sie als Journalistin für Ora News, TV Klan und ABC News.
Sie ist Autorin, Drehbuchautorin und Moderatorin von zahlreichen sozialen, kulturellen und politischen Shows. Sie arbeitet in der Gemeinde Fier und ist Geschäftsführerin der Kulturstiftung „Harpa“. Sie ist Gründerin und Leiterin der Nationalen Buchmesse „Fieri“. Majlinda ist Mitglied der WPS (Association of Contemporary Poets of the Globe). Sie ist Herausgeberin und Rezensentin von Büchern verschiedener Autoren in den Bereichen Poesie, Prosa und Studien, Dozentin an der University of Arts, Tirana, und Unternehmerin. Als Schriftstellerin wurde sie mit dem Roman „Perandorët“ bekannt.
Im Jahr 2019 wurde Majlinda Rama in die Studienkolumne des Akademikers Ali Aliu der besten zeitgenössischen Autoren aufgenommen. Ihre Literatur wurde in mehreren Ländern gefördert und übersetzt.
Neben ihrer beruflichen Laufbahn engagiert sich Majlinda Rama in der Zivilgesellschaft und nimmt an Foren, Debatten und öffentlichen Initiativen teil.

## Veröffentlichungen
- 2014: Perandorët (Roman), ISBN 9789994319664
- 2015: Zonja me të kuqe (Roman), ISBN 9789928205216
- 2016: Ikja (Roman)
- 2017: Kthimi (Roman)
- 2019: Arzoe (Roman), ISBN 9789928454553